# Twilight Zone/Wrathchild
Twilight Zone/Wrathchild è un singolo del gruppo musicale britannico Iron Maiden, pubblicato il 2 marzo 1981 come primo estratto dal secondo album in studio Killers.

## Descrizione

### Twilight Zone
La canzone narra di uno spirito triste perché non può assumere l'aspetto di una figura ed è intrappolato fra questo mondo e il Purgatorio, riferendosi alla serie televisiva The Twilight Zone (in Italia tradotta come Ai confini della realtà). Morto da tre anni, lo spirito vuol far conoscere la sua presenza ad una ragazza che è probabilmente stata il suo amore ma soffre perché ne è incapace. Egli cerca di farle capire che anche se lei non può vederlo o sentirlo, non sarà mai sola perché lui è imprigionato nella "zona del crepuscolo".

### Wrathchild
La canzone parla di un giovane e triste rampollo di una famiglia nobile che vive con rabbia la sua vita, non avendo mai conosciuto suo padre (infatti dall'inglese wrath, "ira" e child, "figlio").

## Tracce
- Lato A

1. Twilight Zone – 2:32 (Dave Murray, Steve Harris)

- Lato B

1. Wrathchild – 2:56 (Steve Harris)

## Formazione
- Paul Di'Anno – voce
- Dave Murray – chitarra
- Adrian Smith – chitarra
- Steve Harris – basso
- Clive Burr – batteria